# Stancovazzo
Stancovazzo (in croato Stankovci, già Stankovac, in italiano desueto Stancovaz) è un comune della Croazia della regione zaratina. Al censimento del 2011 possedeva una popolazione di 2.003 abitanti.

## Geografia antropica

### Frazioni
Il comune di Stankovci è suddiviso in 7 frazioni (naselja), di seguito elencate. Tra parentesi il nome in lingua italiana, a volte desueto.
- Banjevci (Bagnevaz[10][11] o Baneuzzi[12])
- Bila Vlaka
- Budak
- Crljenik
- Morpolača (Morpolazza[8])
- Stankovci (Stancovazzo, in passato Stancovaz[8])
- Velim